# London polgármestere
London polgármestere a Nagy-londoni Hatóság vezetője. A tisztséget 2000-ben hozták létre az 1998-as nagy-londoni decentralizációs népszavazás után.
A jelenlegi polgármester Sadiq Khan, akit 2016. május 9. óta tölti be ezt a pozíciót, elődje Boris Johnson volt.
A polgármester tevékenységét a Londoni Közgyűlés vizsgálja, és a polgármesteri kabinet támogatásával egész Londont irányítja, beleértve a City of Londont is. Helyes lehet a főpolgármester titulus is, mivel a londoni kerületek élén egy-egy, összesen 32 polgármester áll (élükön London polgármesterével), de nem szokás ezzel a megnevezéssel utalni a polgármesterre.

## Lista
| # | Kép  | Kép  | Név (szül. - hal.)       | Terminus       | Terminus       | Megválasztva | Párt        | Korábbi, akkori és későbbi politikai tisztsége | Tanulmányai helye                                                           |
| - | ---- | ---- | ------------------------ | -------------- | -------------- | ------------ | ----------- | --- | --------------------------------------------------------------------------- |
| 1 |      |      | Ken Livingstone (1945 -) | 2000. május 4. | 2008. május 4. | 2000         | Független   | Közgyűlés-tag (1973–1986) A Nagy-Londoni Közgyűlés vezetője (1981–1986) Kelet-Brent választókerület parlamenti képviselője (1987–2001)                                                                                          | Tulse Hill Comprehensive School - Philippa Fawcett Teacher Training College |
| 1 |      | 2004 | Ken Livingstone (1945 -) | 2000. május 4. | 2008. május 4. | Munkáspárt   |             | Közgyűlés-tag (1973–1986) A Nagy-Londoni Közgyűlés vezetője (1981–1986) Kelet-Brent választókerület parlamenti képviselője (1987–2001)                                                                                          | Tulse Hill Comprehensive School - Philippa Fawcett Teacher Training College |
| 2 |      |      | Boris Johnson (1964 -)   | 2008. május 4. | 2016. május 9. | 2008         | Konzervatív | Henley választókerület parlamenti képviselője (2001–2008) Uxbridge és Dél-Ruislip választókerület parlamenti képviselője (2015–) Külügyminiszter (2016–2018) A Konzervatív Párt vezetője (2019–2022) Miniszterelnök (2019–2022) | Eton College - University of Oxford                                         |
| 2 | 2012 |      | Boris Johnson (1964 -)   | 2008. május 4. | 2016. május 9. |              | Konzervatív | Henley választókerület parlamenti képviselője (2001–2008) Uxbridge és Dél-Ruislip választókerület parlamenti képviselője (2015–) Külügyminiszter (2016–2018) A Konzervatív Párt vezetője (2019–2022) Miniszterelnök (2019–2022) | Eton College - University of Oxford                                         |
| 3 |      |      | Sadiq Khan (1970 -)      | 2016. május 9. | hivatalban     | 2016         | Munkáspárt  | Tooting választókerület parlamenti képviselője (2005–2016) Közlekedési államminiszter (2009–2010) Árnyék igazságügyminiszter és Árnyéklordkancellár (2010–2015)                                                                 | Ernest Bevin School - University of North London - University of Law        |
| 3 | 2021 |      | Sadiq Khan (1970 -)      | 2016. május 9. | hivatalban     |              | Munkáspárt  | Tooting választókerület parlamenti képviselője (2005–2016) Közlekedési államminiszter (2009–2010) Árnyék igazságügyminiszter és Árnyéklordkancellár (2010–2015)                                                                 | Ernest Bevin School - University of North London - University of Law        |

## Fordítás
Ez a szócikk részben vagy egészben  a   Mayor of London című angol Wikipédia-szócikk ezen változatának fordításán alapul.  Az eredeti cikk szerkesztőit annak laptörténete sorolja fel. Ez a jelzés csupán a megfogalmazás eredetét és a szerzői jogokat jelzi, nem szolgál a cikkben szereplő információk forrásmegjelöléseként.